# Port Royal (album)
Port Royal čertvrti je studijski album njemačkog heavy metal sastava Running Wild. Diskografska kuća Noise Records objavila ga je 26. rujna 1988. Album je proširenje piratske teme tekstova uvedenih na albumu Under Jolly Roger čime je uspostavljen "pirate metal". Albuma je nazvan po mjestu smrti Jacka Rackhama.

## Pjesme
Pjesma "Uaschitschun" govori o zagađenju kroz perspektivu Indijanaca. "Uaschitschun" je riječ koju su Indijanci koristili za bijele muškarce; ova riječ znači "Duh". Riječi na kraju pjesme izvorno je izgovorila redateljica Alanis Obomsawin 1972. i vjerojatno su bili inspirirani tekstom koji je 1971. godine napisao scenarist Ted Perry, a producent John Stevens doradio za dokumentarac koji je poznatiji kao urbana legenda o navodnom pismu indijanskog  poglavice Seattlea bijelcima kada su došli kupiti zemlju Seattlea.
Glazbeni spot za pjesmu "Conquistadores" pojavio se u Headbangers Ballu na MTV.
"Warchild" nije iste pjesma koja se pojavio na demoalbumu sastava.
"Calico Jack" govori o engleskim pitaru Jacku Rackhamu iz 18. stoljeća. Bio je autor dizajna zastava pirati, Jollyja Rogera.

## Popis pjesama
| 1. | »Intro«                                | Rolf Kasparek, Jens Becker              | Kasparek, Becker | 0:50 |
| 2. | »Port Royal«                           | Kasparek                                | Kasparek         | 4:12 |
| 3. | »Raging Fire«                          | Kasparek, Majk Moti, Stefan Schwarzmann | Kasparek, Moti   | 3:28 |
| 4. | »Into the Arena«                       | Moti                                    | Moti             | 3:59 |
| 5. | »Uaschitschun«                         | Kasparek                                | Kasparek         | 4:53 |
| 6. | »Final Gates« (instrumentalna skladba) |                                         | Becker           | 3:00 |

| 7.    | »Conquistadores«        | Kasparek                    | Kasparek | 4:50 |
| 8.    | »Blown to Kingdom Come« | Moti                        | Moti     | 3:19 |
| 9.    | »Warchild«              | Kasparek, Schwarzmann       | Kasparek | 3:01 |
| 10.   | »Mutiny«                | Kasparek, Schwarzmann       | Kasparek | 4:28 |
| 11.   | »Calico Jack«           | Kasparek, Moti, Schwarzmann | Kasparek | 8:15 |
| 44:15 |                         |                             |          |      |

| Bonsu pjesme iz reizdanja iz 2017. | Bonsu pjesme iz reizdanja iz 2017.                   | Bonsu pjesme iz reizdanja iz 2017. | Bonsu pjesme iz reizdanja iz 2017. | Bonsu pjesme iz reizdanja iz 2017. | Bonsu pjesme iz reizdanja iz 2017. | Bonsu pjesme iz reizdanja iz 2017. | Bonsu pjesme iz reizdanja iz 2017. | Bonsu pjesme iz reizdanja iz 2017. | Bonsu pjesme iz reizdanja iz 2017. |
| Br.                                | Skladba                                              | Trajanje                           |                                    |                                    |                                    |                                    |                                    |                                    |                                    |
| ---------------------------------- | ---------------------------------------------------- | ---------------------------------- | ---------------------------------- | ---------------------------------- | ---------------------------------- | ---------------------------------- | ---------------------------------- | ---------------------------------- | ---------------------------------- |
| 12.                                | »Uaschitschun« (Alternativna verzija iz 1992.)       | 5:04                               |                                    |                                    |                                    |                                    |                                    |                                    |                                    |
| 13.                                | »Port Royal« (Ponovno snimljen verzija iz 2003.)     | 4:13                               |                                    |                                    |                                    |                                    |                                    |                                    |                                    |
| 14.                                | »Conquistadores« (Ponovno snimljen verzija iz 2003.) | 4:48                               |                                    |                                    |                                    |                                    |                                    |                                    |                                    |
| 58:20                              |                                                      |                                    |                                    |                                    |                                    |                                    |                                    |                                    |                                    |

## Zasluge
| Running Wild - Rock 'n' Rolf – vokal, gitara - Majk Moti – gitara - Jens Becker – bas-gitara - Stefan Schwarzmann – bubnjevi | Ostalo osoblje - Karl-U. Walterbach – izvršna produkcija - Tom Steeler – inženjer zvuka, miks - Sebastian Krüger – grafički dizajn |